# Richard H. Ellis

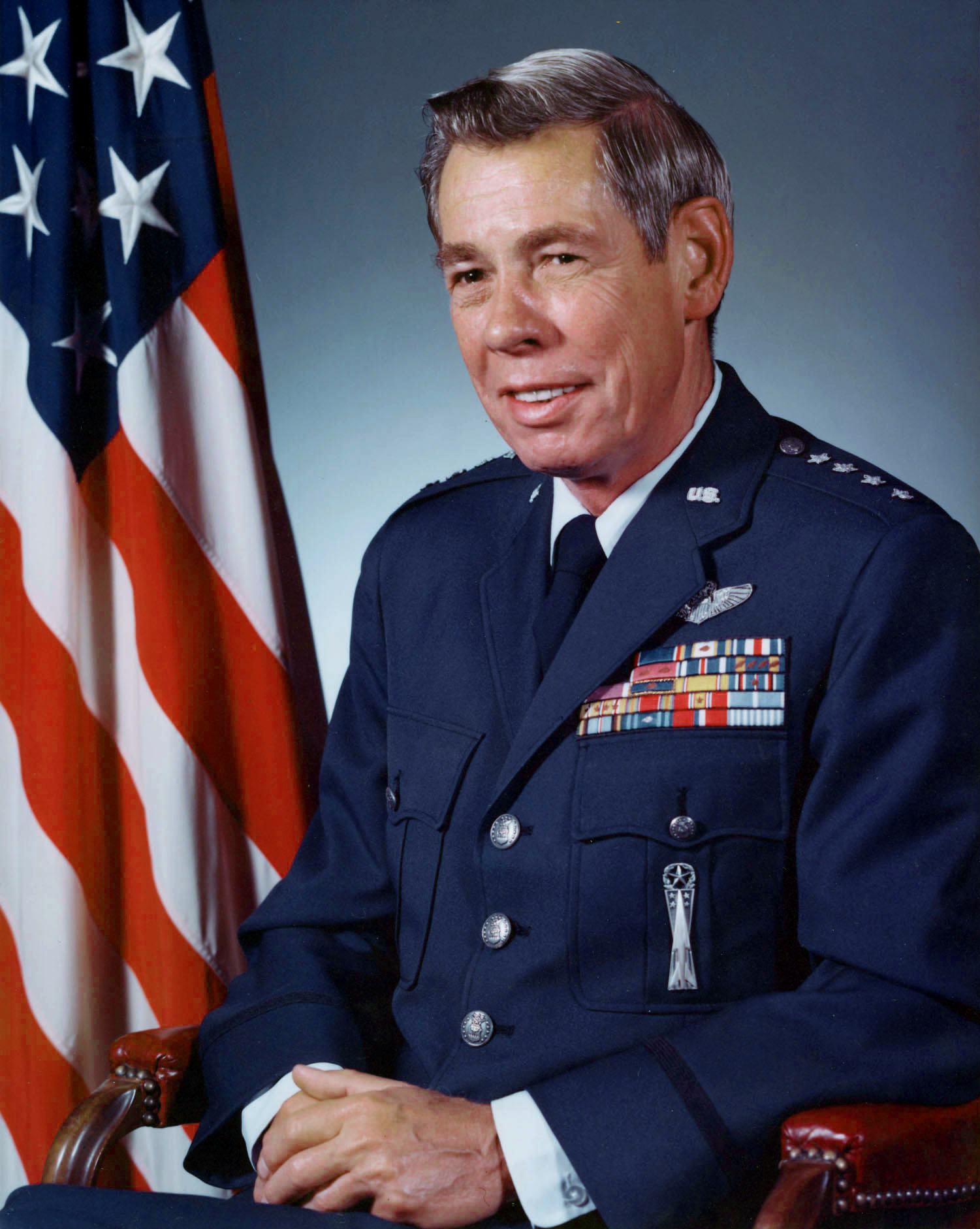
General Richard H. Ellis

Richard Hastings Ellis (* 19. Juli 1919 in Laurel, Delaware; † 28. März 1989 in Washington, D.C.) war ein US-amerikanischer Offizier der US Army Air Forces USAAF sowie zuletzt der US Air Force USAF, der unter anderem als General zwischen 1973 und 1975 Vize-Chef des Generalstabes der US Air Force (Vice Chief of Staff of the Air Force) und in Personalunion von 1975 bis 1977 sowohl Befehlshaber der Alliierten Luftstreitkräfte der NATO in Mitteleuropa AAFCE (Allied Air Forces Central Europe) als auch Oberkommandierender der US-Luftstreitkräfte in Europa USAFE (US Air Forces in Europe) war. Zuletzt fungierte er zwischen 1977 und 1981 als Oberkommandierender des Strategischen Luftkommandos SAC (Strategic Air Command).

## Leben

### Ausbildung und Verwendung als Offizier, Zweiter Weltkrieg und Koreakrieg
Richard Hastings Ellis, zweiter von drei Söhnen von Wilbur Pierce Ellis (1893–1954) und dessen Ehefrau Elsie Collins Hastings Ellis (1897–1953), begann nach dem Besuch der Grundschule und der High School in Laurel ein Geschichtsstudium am Dickinson College in Carlisle, welches er 1941 mit einem Bachelor of Arts (BA History) beendete. Kurz vor dem Eintritt der Vereinigten Staaten in den Zweiten Weltkrieg nach dem japanischen Angriff auf Pearl Harbor begann er im September 1941 seinen aktiven militärischen Dienst in den US Army Air Forces USAAF als Flugkadett auf dem Militärflugplatz Maxwell Field. Nachdem er im April 1942 die Fliegerlizenz und seine „Wings“ auf dem Stützpunkt Turner Fields erhalten hatte, diente er während des Zweiten Weltkrieges als Pilot bei der 3. Bombergruppe (3rd Bombardment Group) in Australien, Neuguinea und den Philippinen und flog während des Pazifikkrieges mehr als 200 Kampfeinsätze im Westpazifik. Im weiteren Kriegsverlauf wurde er Staffelkapitän und Operationsoffizier, ehe er schließlich im September 1944 Kommandeur der 3. Bombergruppe wurde. Zuletzt wurde er auf den Philippinen im April 1945 stellvertretender Chef des Stabes der US-Luftstreitkräfte im Fernen Osten (US Far East Air Forces), mit denen er nach der Kapitulation Japans am 2. September 1945 nach Japan verlegt wurde.
Nach seiner Rückkehr in die USA wurde Ellis auf eigenen Wunsch aus dem aktiven Militärdienst entlassen, trat aber der Reserve (Air Force Reserve) bei und bekam 1946 vom Gouverneur von Delaware Walter W. Bacon die Delaware Distinguished Service Medal verliehen. Er begann 1946 ein Studium der Rechtswissenschaften an der juristischen Fakultät (Law School) des Dickinson College, welches er 1949 mit einem Juris Doctor (JD) abschloss. Nach seiner darauf folgenden anwaltlichen Zulassung bei der Delaware Bar Association nahm er zunächst eine Tätigkeit als Rechtsanwalt in Wilmington auf. Zu Beginn des Koreakrieges wurde er im Oktober 1950 in den aktiven Militärdienst zurückbeordert und versah zunächst Dienst im Hauptquartier des Taktischen Luftkommandos TAC (Tactical Air Command) auf der Langley Air Force Base in Virginia.

### Aufstieg zum General

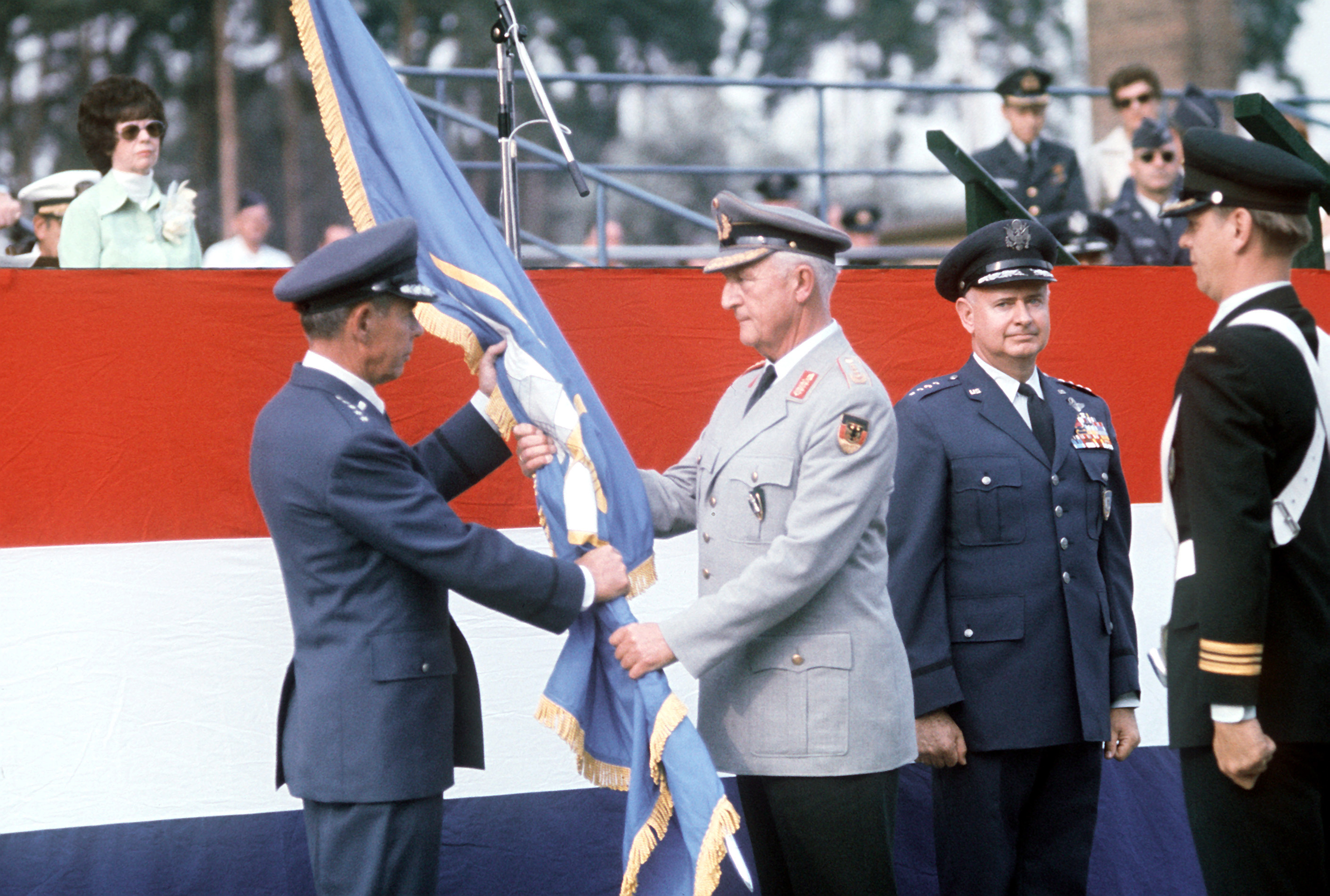
General Ellis (links) bei der Übernahme des Postens als Befehlshaber der Alliierten Luftstreitkräfte der NATO in Mitteleuropa AAFCE (Allied Air Forces Central Europe) von General John W. Vogt Jr. (rechts) und der Übergabe der Flagge des Kommandos durch den Oberbefehlshaber der Allied Forces Central Europe der NATO, General Ernst Ferber (1. September 1975).

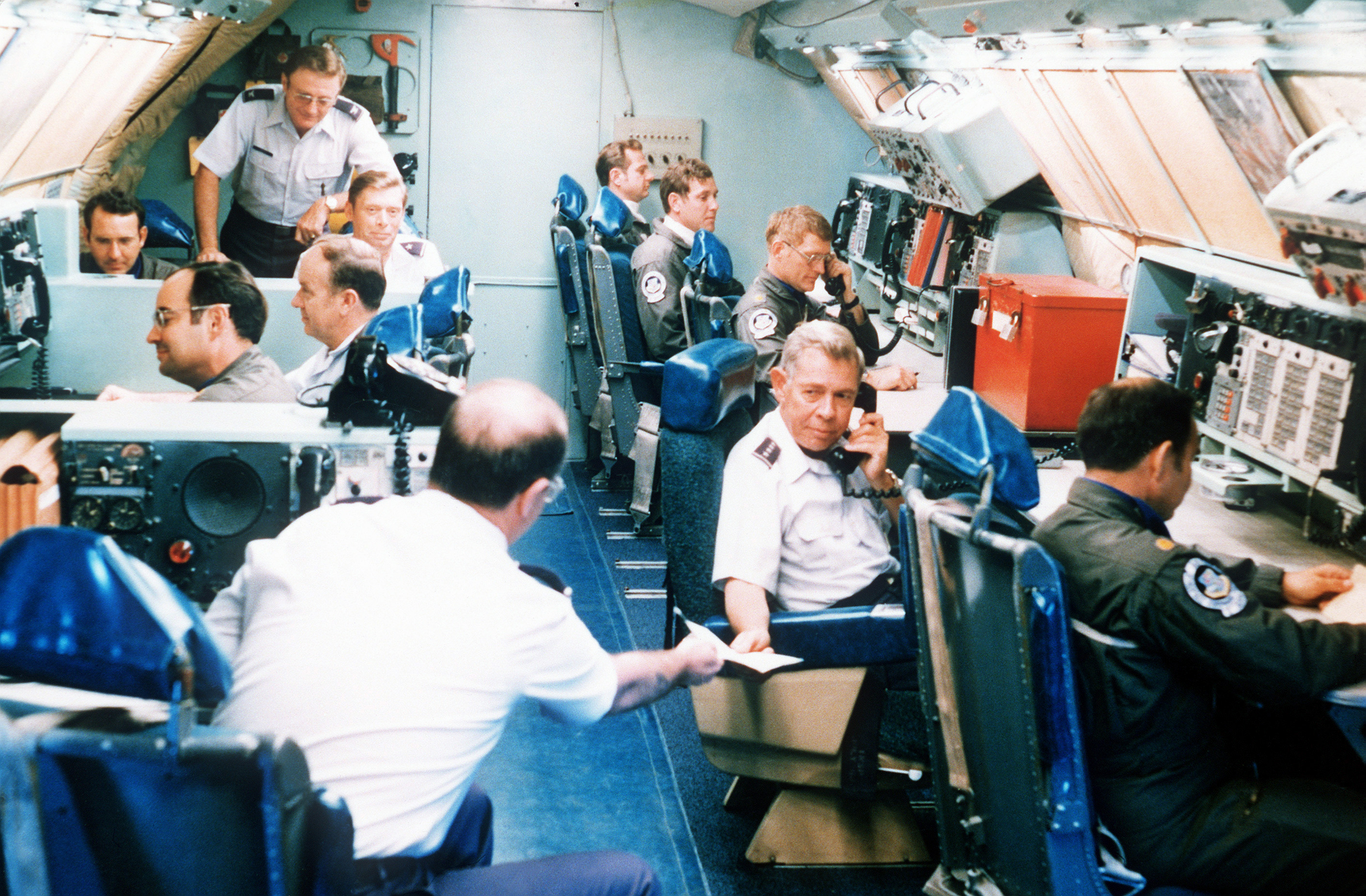
General Ellis als Oberkommandierender des Strategic Air Command im Kommandoraum einer Boeing EC-135 (1979).

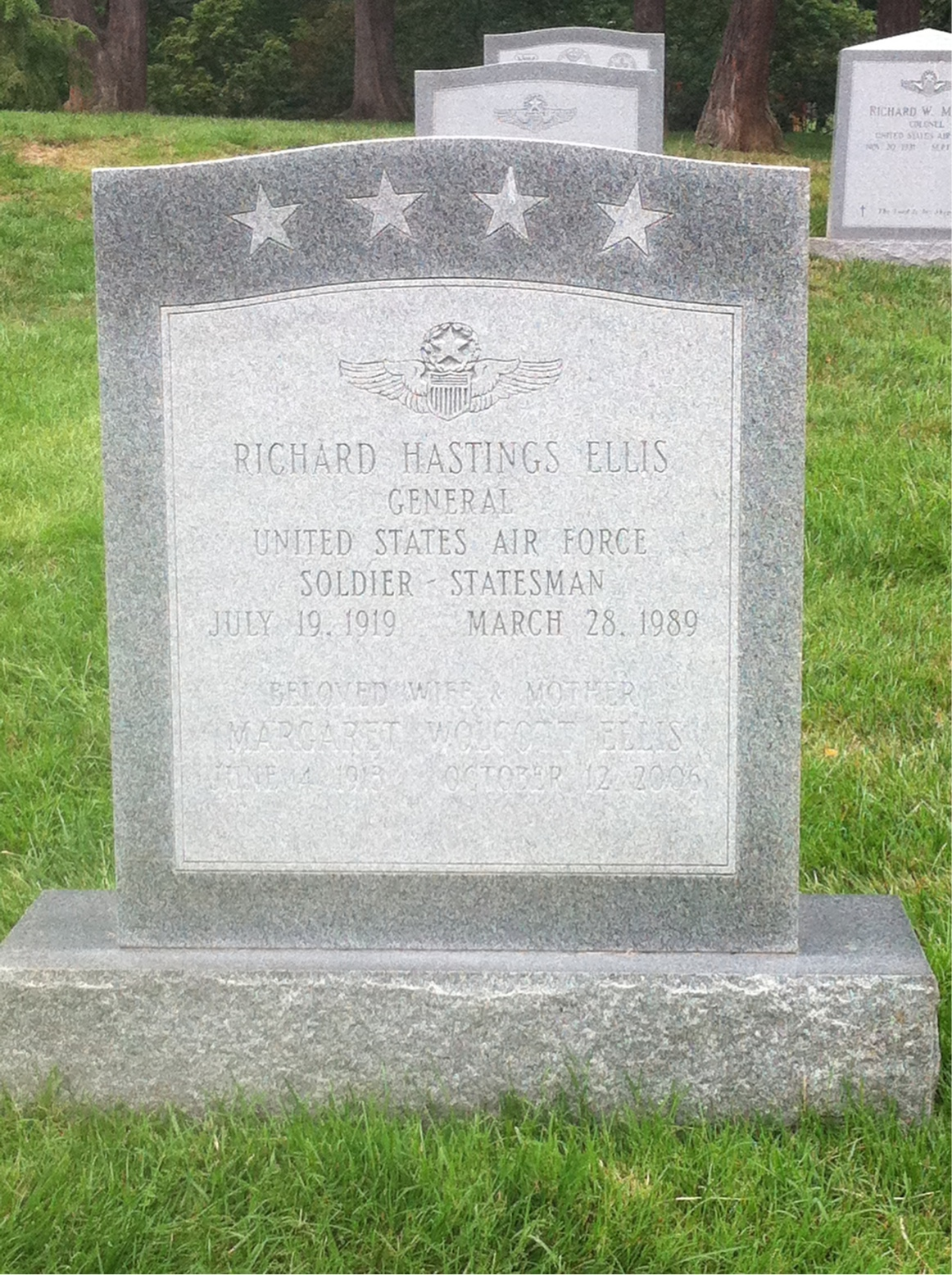
Grabstätte von General Ellis auf dem Nationalfriedhof Arlington.

Im Anschluss wurde Richard H. Ellis stellvertretender Operationsoffizier der 49. Luftdivision (49th Air Division) auf dem Stützpunkt RAF Sculthorpe sowie später Chef der Sektion Luftplanung und -operationen im Obersten Hauptquartier der Alliierten Streitkräfte der NATO in Europa SHAPE (Supreme Headquarters Allied Powers Europe). Danach fungierte er zwischen Januar 1956 und Mai 1958 als stellvertretender Chef des Stabes für Operationen im Hauptquartier der 19. Luftflotte (Nineteenth Air Force) auf der Foster Air Force Base in Texas. Im Mai 1958 wurde er in das Direktorat für Planungen im Hauptquartier der US Air Force in Washington, D.C., versetzt und war dort zuerst Leiter des Referats Waffenpläne, anschließend Assistierender Planungsdirektor für Kriegsplanung sowie zuletzt Assistierender Planungsdirektor für gemeinsame Angelegenheiten. 1961 verlieh ihm das Dickinson College einen Ehrendoktor der Wissenschaften.
Daraufhin wurde Ellis im Juli 1961 Verwaltungsstabsoffizier beim Chef des Generalstabes der Luftstreitkräfte (Chief of Staff of the Air Force), General Curtis E. LeMay, und fungierte nach Beendigung dieser Tätigkeit zwischen August 1963 und Juni 1965 als Kommandeur der 315. Luftdivision (315th Air Division) auf der Tachikawa Air Force Base in Japan. Nach seiner Rückkehr in die USA wurde er im Juni 1965 in Washington, D.C., im Vereinigten Generalstab (Joint Staff) stellvertretender Direktor für Planung und Politik (J-5). Im Anschluss wechselte er wieder in den Generalstab der Luftstreitkräfte (Air Staff) und fungierte dort als Planungsdirektor, ehe er im September 1969 Kommandeur der 9. Luftflotte (Ninth Air Force) auf der Shaw Air Force Base in South Carolina. Nachdem er im September 1970 den Posten als stellvertretender Oberkommandierender der US-Luftstreitkräfte in Europa USAFE (US Air Forces in Europe) übernommen hatte, wurde er im April zum Kommandeur der 6. Alliierten Taktischen Luftflotte (6th Allied Tactical Air Force) mit Hauptquartier in Izmir in der Türkei. Daraufhin wurde er im Juni 1972 Kommandeur der Alliierten Luftstreitkräfte AIRSOUTH (Allied Air Forces Southern Europe) mit Hauptquartier in Neapel und übernahm im Mai 1973 den zusätzlichen Dienstposten als Kommandeur der 16. Luftflotte (Sixteenth Air Force) auf der Torrejón Air Base.
Am 1. November 1973 wurde Richard H. Ellis rückwirkend zum 30. September 1973 zum General befördert und übernahm zugleich am 1. November 1973 von General Horace M. Wade das Amt als Vize-Chef des Generalstabes der US Air Force (Vice Chief of Staff of the Air Force). Er verblieb in dieser Verwendung bis zum 18. August 1975 und wurde daraufhin von General William V. McBride abgelöst. 1974 verlieh ihm die juristische Fakultät des Dickinson College einen Ehrendoktor der Rechtswissenschaften. Am 1. August 1975 wurde er Befehlshaber der Alliierten Luftstreitkräfte der NATO in Mitteleuropa AAFCE (Allied Air Forces Central Europe). Zugleich übernahm er am 1. September 1975 von General John W. Vogt Jr. den Posten als Oberkommandierender der US-Luftstreitkräfte in Europa USAFE (US Air Forces in Europe) und hatte diese Funktionen bis zum 1. August 1977 inne, woraufhin General William J. Evans seine Nachfolge antrat.
Zuletzt löste General Ellis im August 1977 General Russell E. Dougherty als Oberkommandierender des Strategischen Luftkommandos SAC (Strategic Air Command) auf der Offutt Air Force Base in Nebraska ab. Er verblieb in dieser Funktion bis zu seinem Ausscheiden aus dem aktiven Militärdienst am 31. Juli 1981 und wurde daraufhin von General Bennie L. Davis abgelöst. Als Oberkommandierender des SAC war er zugleich Direktor des Gemeinsamen Planungsstabes für strategische Ziele (Joint Strategic Target Planning Staff) sowie außerdem Direktor des Gemeinsamen Stabes für strategische Konnektivität (Joint Strategic Connectivity Staff). Das SAC ist der größte nukleare Abschreckungsverband der USA mit Bombern, Tankflugzeugen, Aufklärungsflugzeugen und Interkontinentalraketen. Zu den Aufgaben des Kommandos gehört auch die Verantwortung für Weltraumüberwachungs- und Raketenwarnsysteme. Der Joint Strategic Target Planning Staff koordiniert die Atomkriegspläne der Vereinigten Staaten und entwickelt den Single Integrated Operational Plan SIOP, den Operationsplan für die Nuklearstrategie, während der Joint Strategic Connectivity Staff strategische Konnektivitätssysteme und -verfahren analysiert und die Kompatibilität und Gemeinsamkeit der strategischen Führungs-, Kontroll- und Kommunikationssysteme sicherstellt. Er erhielt 1979 von der University of Akron sowie im Mai 1981 von University of Nebraska Omaha weitere Ehrendoktortitel der Rechtswissenschaften. Er wurde ferner im September 1980 für bedeutende Beiträge zur Landesverteidigung mit dem „Henry H. Arnold“-Award ausgezeichnet, der höchsten Ehrung der Air Force Association, und von dieser auch zum „National Aerospace Man of the Year“ ernannt.
Richard H. Ellis war mit Margaret Anna Parry Ellis (1913–2006) verheiratet und wurde nach seinem Tode auf dem Nationalfriedhof Arlington bestattet.

## Auszeichnungen
Auswahl der Dekorationen, sortiert in Anlehnung an die Order of Precedence of the Military Awards:
- Distinguished Service Cross
- Air Force Distinguished Service Medal (4 ×)
- Silver Star
- Legion of Merit (3 ×)
- Distinguished Flying Cross